# Проектирование под заданную стоимость
Проектирование под заданную стоимость (англ. Design to Cost) — методологический подход к проектированию технических систем, предусматривающий наличие проектного ограничения себестоимости, которое рассматривается в качестве равноценного среди других ограничений и требований, предъявляемых к изделию или системе.

## Описание подхода
Основой подхода является представление о конкурентоспособности изделия, как некотором соотношении показателей его качества и цены — изделие, спроектированное с целью обеспечения его конкурентоспособности на рынке, должно иметь такое соотношение «качество/цена», которое может обуславливать коммерческий успех в условиях сложившейся рыночной конъюнктуры.
Упрощенно, цена изделия складывается из величин его себестоимости и прибыли, получаемой от реализации. В общем случае, цена не является стабильной и изменяется в зависимости от множества факторов. Колебания цены возможны преимущественно за счет изменения прибыли, которая, в отличие от себестоимости, может варьироваться в широких пределах.
Допуская, что прибыль, изменяющаяся в результате колебаний цены, в каждый момент времени не может опускаться ниже некоторой величины, определяющей границу прибыльности, очевидно, что себестоимость не должна превышать определенного (заданного) максимального значения на всем временном промежутке.
С учетом того, что себестоимость изделия не менее, чем на 70 % определяется заложенными конструктивно-технологическими решениями, принципиальную важность имеет численное ограничение себестоимости, установленное до начала его разработки.

## Особенности метода
- Заданное численное значение себестоимости либо её изменения (в проектах по модификации изделий);
- Охват полного цикла проектирования;
- Управление сложностью конструктивно-технологического облика в качестве ключевого метода.

## История
В результате развития технических систем в середине XX в. сложился традиционный подход к ценообразованию продукции машиностроения, при котором цена изделия задавалась на основе величины его себестоимости, полученной опытным путём. Для этого периода было характерно интенсивное наращивание эксплуатационных характеристик, развитие и многообразие конструктивно-технологических решений (КТР), который сопровождался ещё более стремительным ростом себестоимости продукции. Как следствие, в начале 70-х годов впервые правительство США, начало проявлять озабоченность тенденциями повышения расходов на закупку систем вооружений .
Проведенные исследования показали, что наиболее существенными факторами, повлекшими рост себестоимости, явились особенности принимаемых КТР, реализация рисков в случаях применения новых технологий, а также изменения, вносимые в конструктивно-технологический облик изделий в процессе проектирования .
По результатам проведенного исследования было принято решение включать в программы систем вооружения требования по выдерживанию стоимости программ в определенных пределах и следованию принципу Design to Cost.
За последующие годы проблемы проектирования под заданную стоимость в различных областях машиностроения активно исследовалась, разрабатывались и внедрялись соответствующие методики. В конце 1980-х годов Министерством обороны США был выпущен стандарт MIL-STD-337 Design to Cost, определяющий основные понятия и регламентирующий общие процедуры.
Методология проектирования под заданную стоимость успешно применяется в различных отраслях промышленности более 50 лет.

## Примеры использования в машиностроении
Одно из первых упоминаний о проектировании под заданную стоимость в машиностроении относится к началу XX века и принадлежит американскому бизнесмену и промышленнику Генри Форду. В своей книге [4][что?], описывая принципы своего предприятия, в отношении стоимости выпускаемых автомобилей он замечает:

…мы, прежде всего, сбавляем цены настолько, что можем надеяться приобрести возможно больший сбыт. Затем мы принимаемся за дело и стараемся изготовить товар за эту цену

Свои взгляды Г. Форд противопоставляет общепринятому в то время методу определения цены, основанному на известной величине издержек, называя его ошибочным:

…что пользы точно знать расходы, если из них вытекает лишь то, что нельзя производить за ту цену, по которой продается товар?

Широкое распространение подход получил в начале 1970-х годов в авиации и ракетной технике, и ближе к концу XX в. — в космонавтике.
Среди проектов, в работе над которыми использовался подход, наиболее известны следующие:
- Многоцелевые вертолеты Sikorsky S-70 и Boeing-Vertol[англ.], разработанные по программе UTTAS[англ.]
- Тяжелый транспортный вертолет Boeing Vertol XCH-62[англ.] разработанный по программе Heavy Lift Helicopter (HLH)
- Joint Strike Fighter program[англ.]
- Boeing X-45
- Ракета класса «воздух-воздух» AIM-9 Sidewinder (mod. X)
- Ракета-носитель Ariane 5 (mod. ME)
- Космический зонд Solar Probe